# 1769
1769 (MDCCLXIX) là một năm thường bắt đầu vào ngày Chủ Nhật của lịch Gregory (hoặc một năm thường bắt đầu vào thứ Năm, chậm hơn 11 ngày, theo lịch Julius).
Bản mẫu:Tháng trong năm 1769

## Sự kiện
Richard Arkwright phát minh ra máy kéo sợi chạy bằng sức nước (không rõ ngày tháng).

### Tháng 4
- 13 tháng 4 - James Cook đến Tahiti trên con tàu HM Bark Endeavour, chuẩn bị quan sát nhật thực của hành tinh Venus, một sự kiện xảy ra vào ngày 3 tháng 6. Sau chuyến đi, dữ liệu đã bị phát hiện thấy không chính xác trong việc xác định khoảng cách giữa Mặt Trời và Trái Đất.

### Tháng 5
- 14 tháng 5 - Carlos III của Tây Ban Nha sends Spanish missionaries, who found California missions in San Diego, Santa Barbara, San Francisco và Monterey and begin the settlement of California.
- 19 tháng 5 - Giáo hoàng Clement XIV kế vị Giáo hoàng Clement XIII làm Giáo hoàng thứ 249.

### Tháng 6
- 3 tháng 6 - (O.S.) A transit of Venus is followed five hours later by a total solar eclipse, the shortest such interval in the historical past. The predicted transit was viewed by King George III của Anh at Kew Observatory.
- 7 tháng 6 - Frontiersman Daniel Boone first began to explore the present-day Bluegrass State, Kentucky.

### Tháng 8
- Bùi Thế Đạt, Hoàng Đình Thể vây đánh Lê Duy Mật.

## Sinh
- 15 tháng 8, Napoléon Bonaparte hoàng đế Pháp.